# Primorszko-ahtarszki járás

A Primorszko-ahtarszki járás a Krasznodari határterületen

A Primorszko-ahtarszki járás (oroszul Приморско-Ахтарский муниципальный район) Oroszország egyik járása a Krasznodari határterületen. Székhelye Primorszko-Ahtarszk.

## Népesség
- 1989-ben 54 795 lakosa volt.
- 2002-ben 60 913 lakosa volt, melyből 56 702 orosz (93,1%), 1 867 ukrán, 451 örmény, 322 fehérorosz, 195 tatár, 179 német, 123 grúz, 112 görög, 108 azeri, 33 cigány, 31 adige, 9 török.
- 2010-ben 60 327 lakosa volt.

Az örmények, tatárok, németek és görögök százalékos aránya Ahtarszkij településen haladja meg jelentősen a járási összességben kimutatható arányszámukat.